# Artibeus glaucus
Artibeus glaucus је врста слепог миша из породице љиљака-вампира (Phyllostomidae).

## Распрострањење
Ареал врсте Artibeus glaucus обухвата већи број држава. Врста је присутна у следећим државама: Бразил, Мексико, Венецуела, Колумбија, Перу, Боливија, Суринам, Гренада, Гвајана и Француска Гвајана.

## Станиште
Станиште врсте су шуме. 

## Угроженост
Ова врста је наведена као последња брига, јер има широко распрострањење и честа је врста.